# Vrbátky
Obec Vrbátky se nachází v okrese Prostějov v Olomouckém kraji. Žije zde přibližně 1 800 obyvatel. Součástí obce jsou i vesnice Dubany a Štětovice. Nachází se zde základní škola.

## Název
Název Vrbátky je zdrobnělina od staršího (pro tuto vesnici písemně nedoloženého) Vrbětice, které bylo odvozeno od osobního jména Vrběta (ve starší podobě Vrbata) a znamenalo "Vrbětovi lidé" (na vesnici tedy bylo přeneseno pojmenování jejích obyvatel).

## Historie
První písemná zmínka o obci pochází z roku 1359.

## Obyvatelstvo

### Struktura
Vývoj počtu obyvatel za celou obec i za jeho jednotlivé části uvádí tabulka níže, ve které se zobrazuje i příslušnost jednotlivých částí k obci či následné odtržení.
| Místní části   | Místní části | 1869 | 1880 | 1890 | 1900 | 1910 | 1921 | 1930 | 1950 | 1961 | 1970 | 1980 | 1991 | 2001 | 2011 |
| -------------- | ------------ | ---- | ---- | ---- | ---- | ---- | ---- | ---- | ---- | ---- | ---- | ---- | ---- | ---- | ---- |
| Počet obyvatel | část Vrbátky | 1236 | 1577 | 1742 | 1783 | 1954 | 2018 | 2115 | 1854 | 1800 | 1704 | 1621 | 1519 | 1551 | 1612 |
| Počet domů     | část Vrbátky | 213  | 256  | 272  | 298  | 331  | 373  | 430  | 472  | 464  | 463  | 465  | 532  | 538  | 559  |

## Pamětihodnosti obce
- Kaple svatého Floriána z roku 1750
- Sloup se sochou Panny Marie[6]

## Galerie

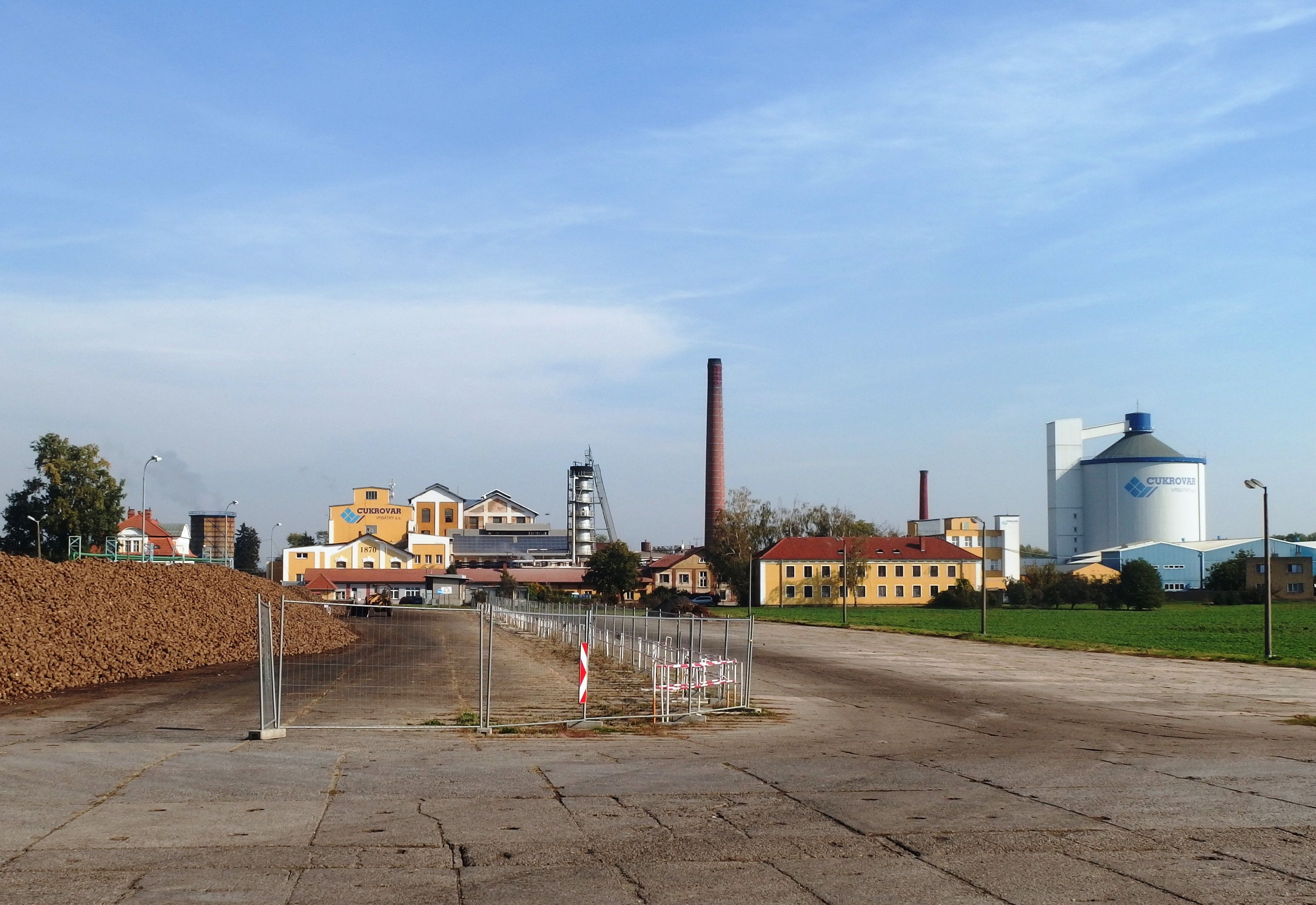
Cukrovar Vrbátky
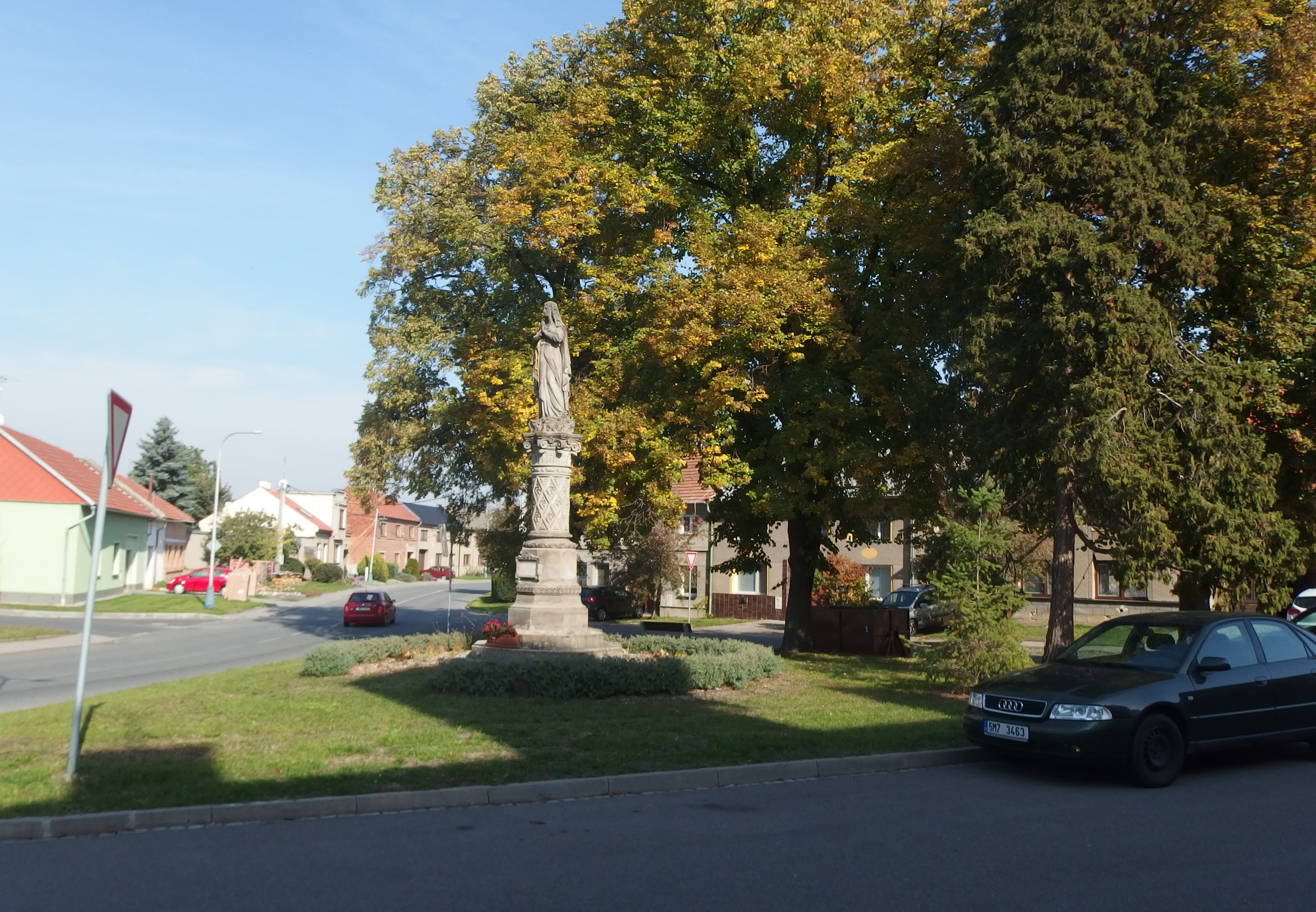
Náves se sochou Panny Marie
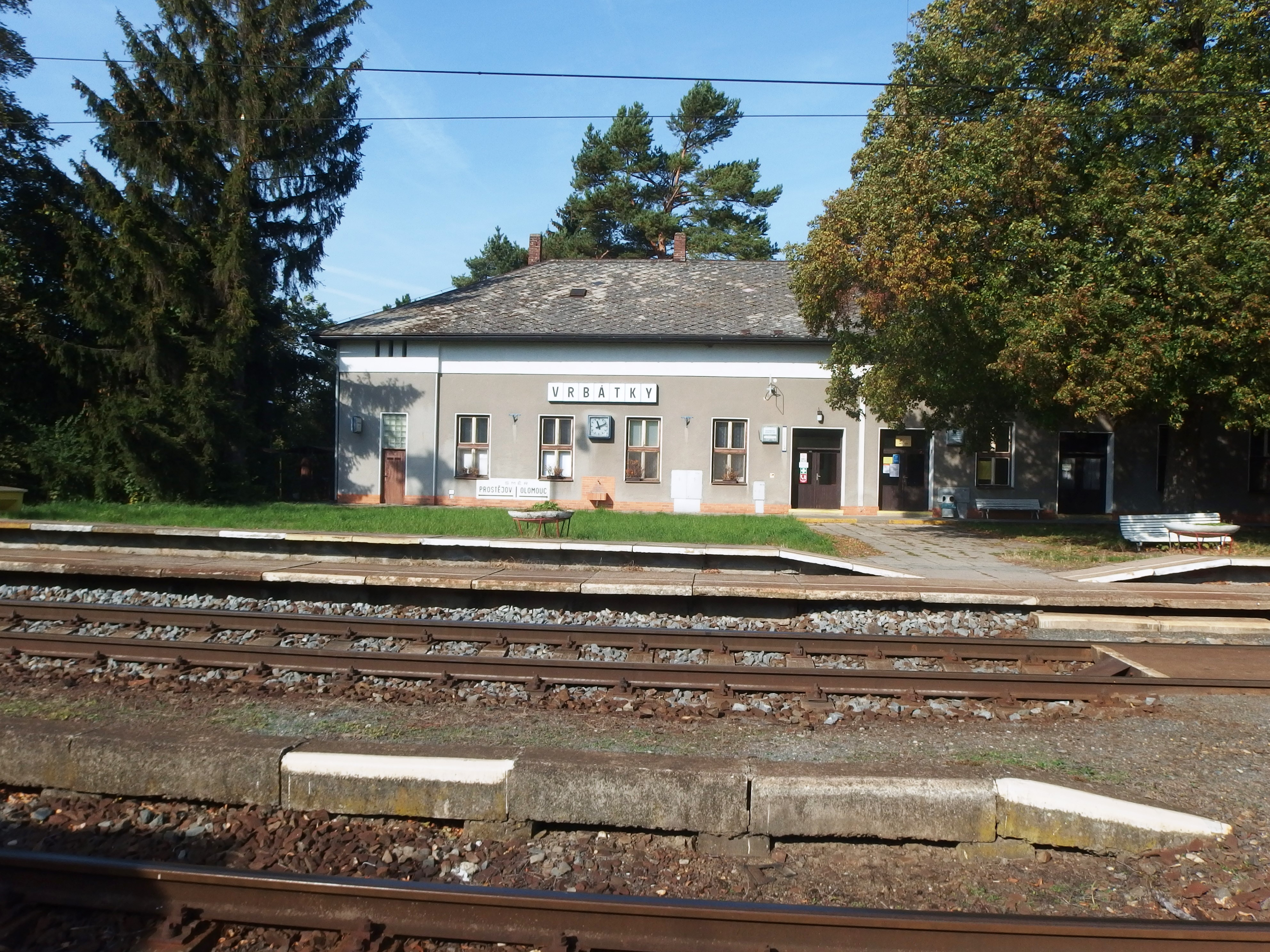
Železniční stanice
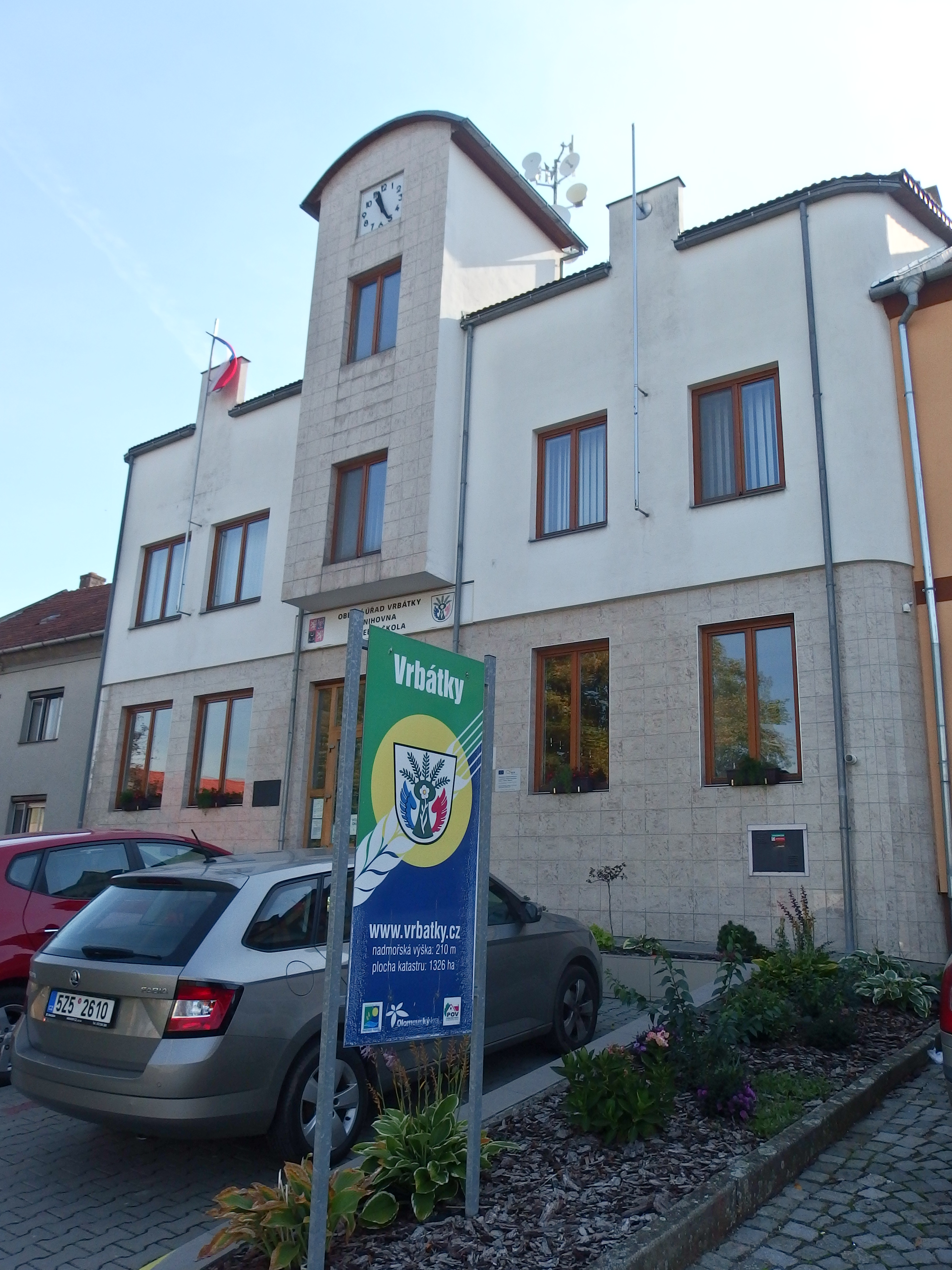
Obecní úřad
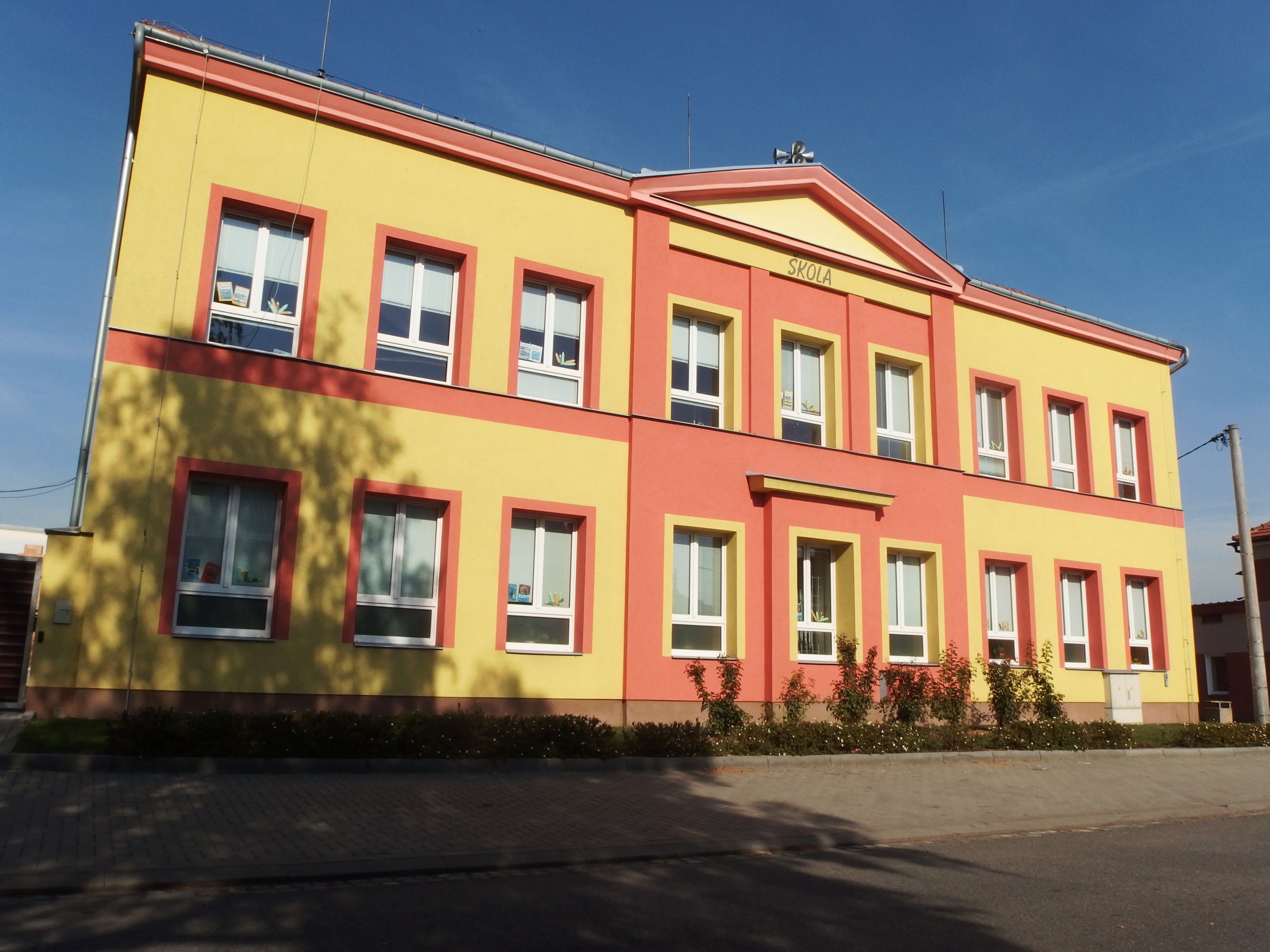
Škola
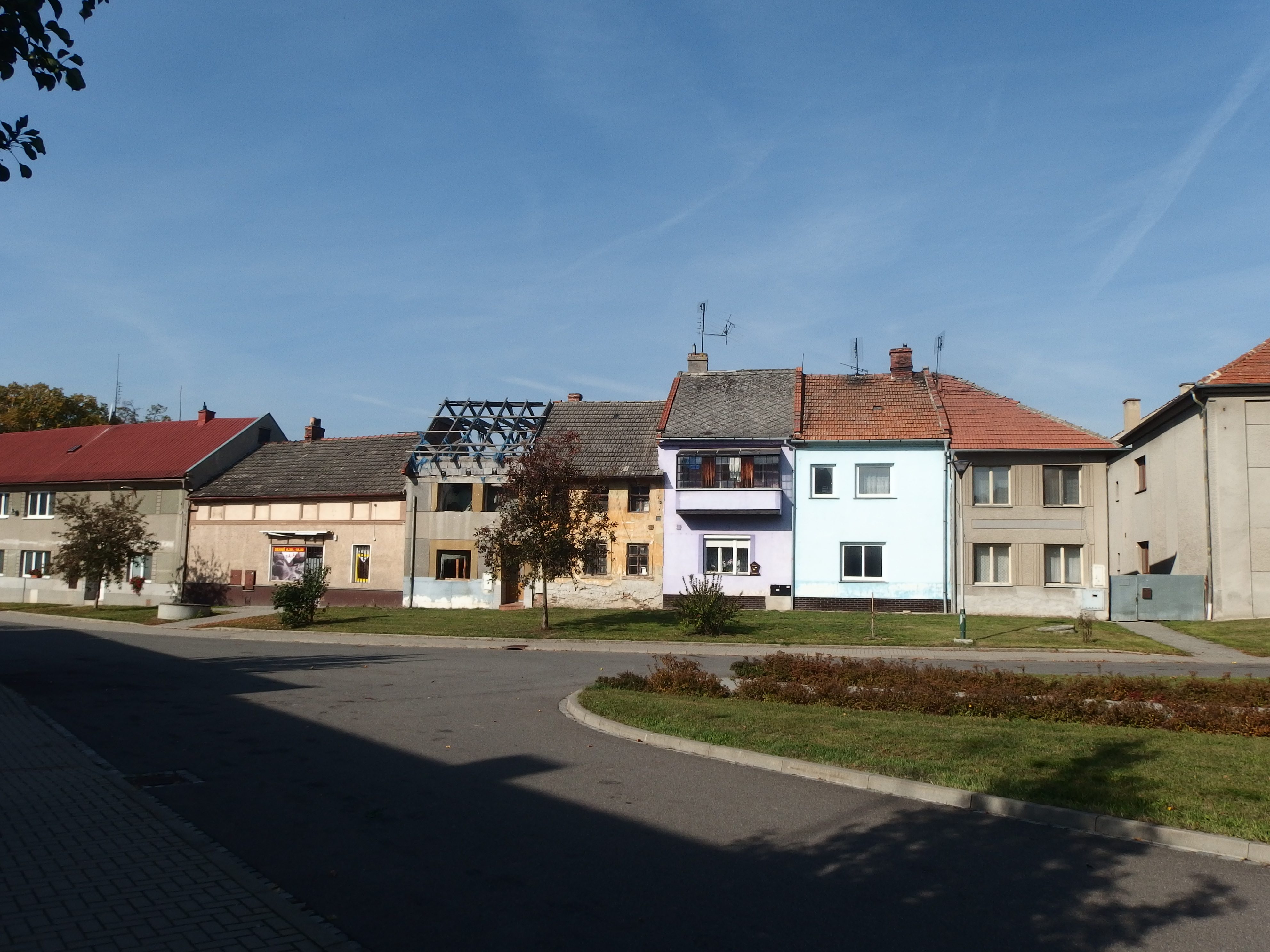
Domy na návsi

## Osobnosti
- Narodil se zde Jan Janošík (1856–1927), profesor anatomie a histologie.[7]